# 우고 삭소

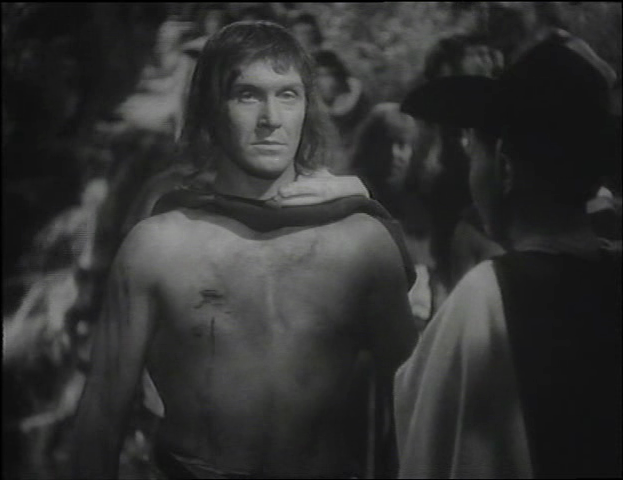

우고 삭소(Domenico Pasquale Giuseppe Sasso, 1910년 3월 23일 ~ 1981년 7월 21일)는 이탈리아의 영화배우, 텔레비전 배우이다.
토리노에서 태어났으며 로마에서 사망하였다.

## 영화
- 내 이름은 튜니티 (1970년)
- 멕시칸 목장의 결투 (1966년)
- 사인 오브 조로 (1963년)
- 다윗과 골리앗 (1960년)
- 헤라클레스 (1958년)
- 시바의 여왕 (1952년)